# Albert Wiktorowitsch Karelski
Albert Wiktorowitsch Karelski (russisch Альберт Викторович Карельский; * 31. Januar 1936 in Erschowka; † 24. Juni 1993 in Moskau) war ein russischer Literaturwissenschaftler, Germanist, Übersetzer, Doktor der Philologie und Hochschullehrer.

## Leben
Karelski wurde in eine Familie von Lehrern auf dem Land in der Oblast Tambow geboren. Von 1953 bis 1957 studierte er am Institut für romanische und germanische Sprachen der Lomonossow-Universität Moskau, von 1957 bis 1959 am Institut für Philologie an der Humboldt-Universität zu Berlin. Im Jahre 1959 schloss er seine Studien an der Lomonossow-Universität ab und trat eine Doktorandenstelle am Lehrstuhl für ausländische Literaturgeschichte an. Er unterrichtete Deutsch, allgemeine ausländische Literaturgeschichte des 19. und 20. Jahrhunderts und deutsche Literatur. Im Jahre 1967 verteidigte er seine Dissertation zum Thema Das Thema des Zweiten Weltkrieges im westdeutschen Roman.
Parallel dazu begann Karelski, in der germanistischen Gruppe des Maxim-Gorki-Instituts für Weltliteratur mitzuwirken. Von 1973 bis 1978 arbeitete er am Institut für Wissenschaftliche Informationen über Sozialwissenschaften mit. Ab 1987 unterrichtete er am Lehrstuhl für ausländische Literatur der philologischen Fakultät der Lomonossow-Universität. Im Jahre 1986 verteidigte er seine Dissertation zum Thema Dramaturgie der deutschen Romantik im ersten Drittel des 19. Jahrhunderts (Entwicklung der Methoden und Genres). In den 1980er und 1990er Jahren war er Chefredakteur der Zeitschrift Nachrichten der Lomonossow-Universität (Serie Philologie). Im 1991 wurde er an die Universität Köln berufen, um dort Geschichte ausländischer Literatur zu unterrichten.
Nach seinem Tode wurde Karelski auf dem Friedhof Chimki beigesetzt.

## Werk
Auf Karelski gehen die Erstübersetzungen zahlreicher Werke deutschsprachiger Schriftsteller in die russische Sprache zurück. Karelski übersetzte Werke von Heinrich von Kleist, E. T. A. Hoffmann, Joseph von Eichendorff, Johann Ludwig Tieck, Friedrich Nietzsche, Rainer Maria Rilke, Stefan George, Heimito von Doderer, Robert Musil, Franz Kafka, Günter Grass, Christa Wolf, Heinrich Böll, Hermann Broch und Max Frisch. Darüber hinaus schrieb Karelski Vorworte zu den russischen Ausgaben zahlreicher in die russische Sprache übersetzter deutschsprachiger Werke und Artikel über ausländische Literaturgeschichte und -theorie.
Karelski verfasste zwei Bücher über die deutschsprachige Literatur:
- Карельский, Альберт Викторович: От героя к человеку : Два века западноевропейсой литературы (Vom Helden zum Menschen: Zwei Jahrhunderte der westeuropäischen Literatur). Советский писатель, Moskau 1990.
- Карельский, Альберт Викторович: Драма немецкого романтизма (Das Drama der deutschen Romantik). Медиум, Moskau 1992.

Posthum wurden Werke von Karelski publiziert in:
- Карельский, Альберт Викторович: Метаморфозы Орфея : Беседы по истории западной литературы (Metamorphosen des Orfeus: Gespräche über die westliche Literatur). РГУ, Moskau 1998.

## Ehren
Im Jahre 1995 schrieb die Zeitschrift Ausländische Literatur einen Literaturpreis aus, der den Namen Karelskis trug. Die Philologische Fakultät der Lomonossow-Universität veranstaltet regelmäßig Konferenzen zu seinen Ehren. Das Grab von Karelski wird seit 1997 von einem Holzkreuz des Bildhauers Dmitri Michailowitsch Schachowskoi verziert.